# 赛勒斯·伊顿
老赛勒斯·斯蒂芬·伊顿（英語：Cyrus Stephen Eaton, Sr.，1883年12月27日—1979年5月9日），是美国商人、金融家、慈善家，于生于加拿大之后移居美国，在美国从事橡胶、铁路、信托投资，曾积极参与美苏关系改善活动。他资助了首届1957年帕格沃什科学和世界事务会议。